# Coleoptyl

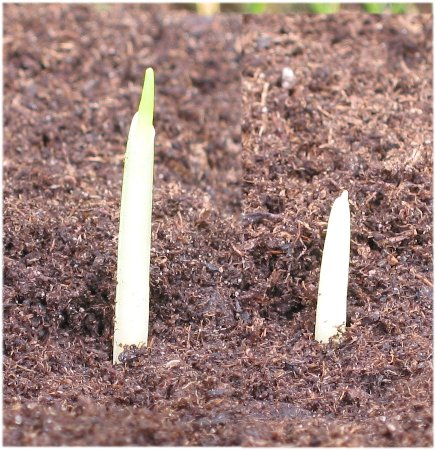
Coleoptyl bij mais, links al doorbroken door het eerste blad

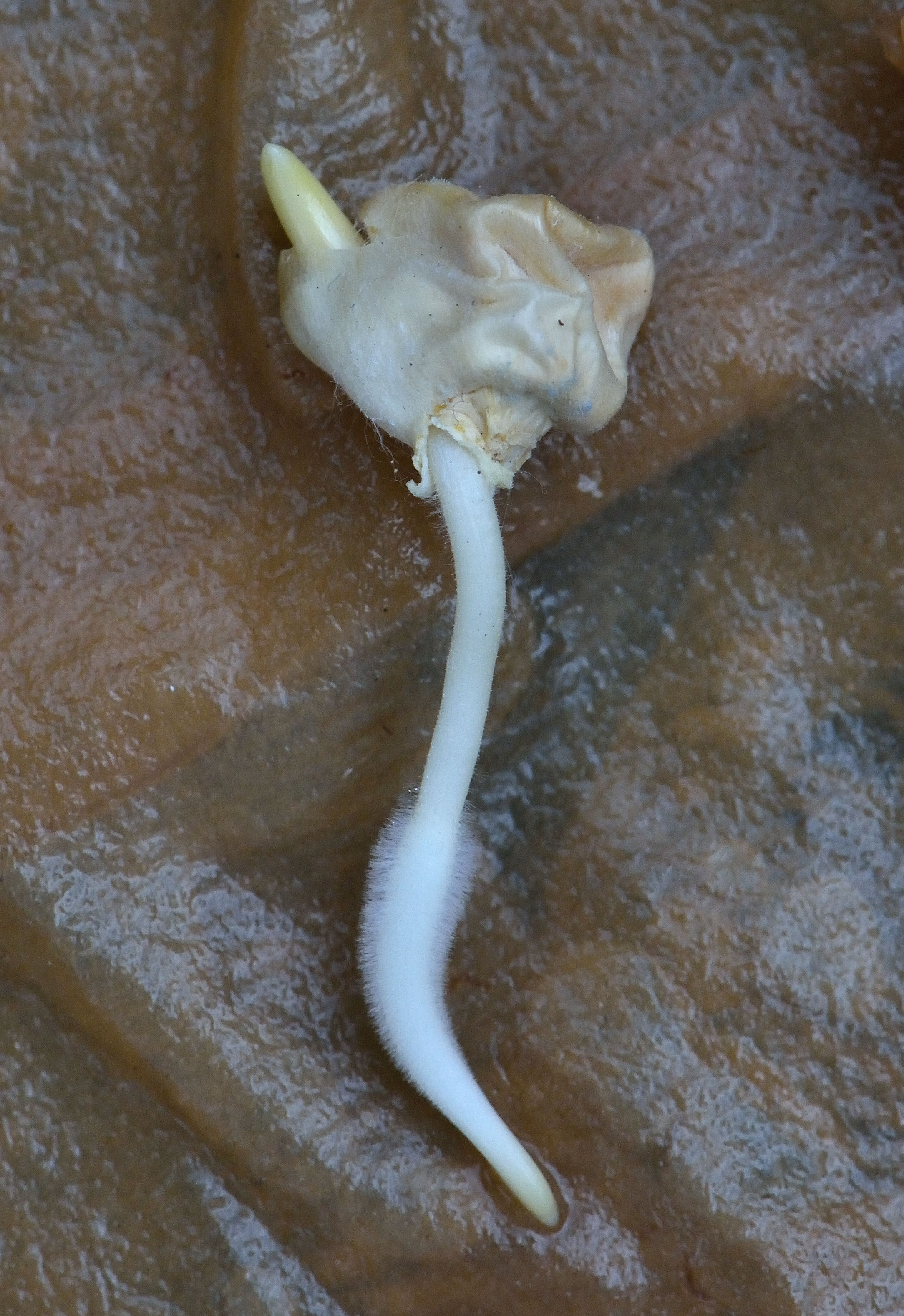
Kraagje van de coleorhiza en coleoptyl bij suikermais

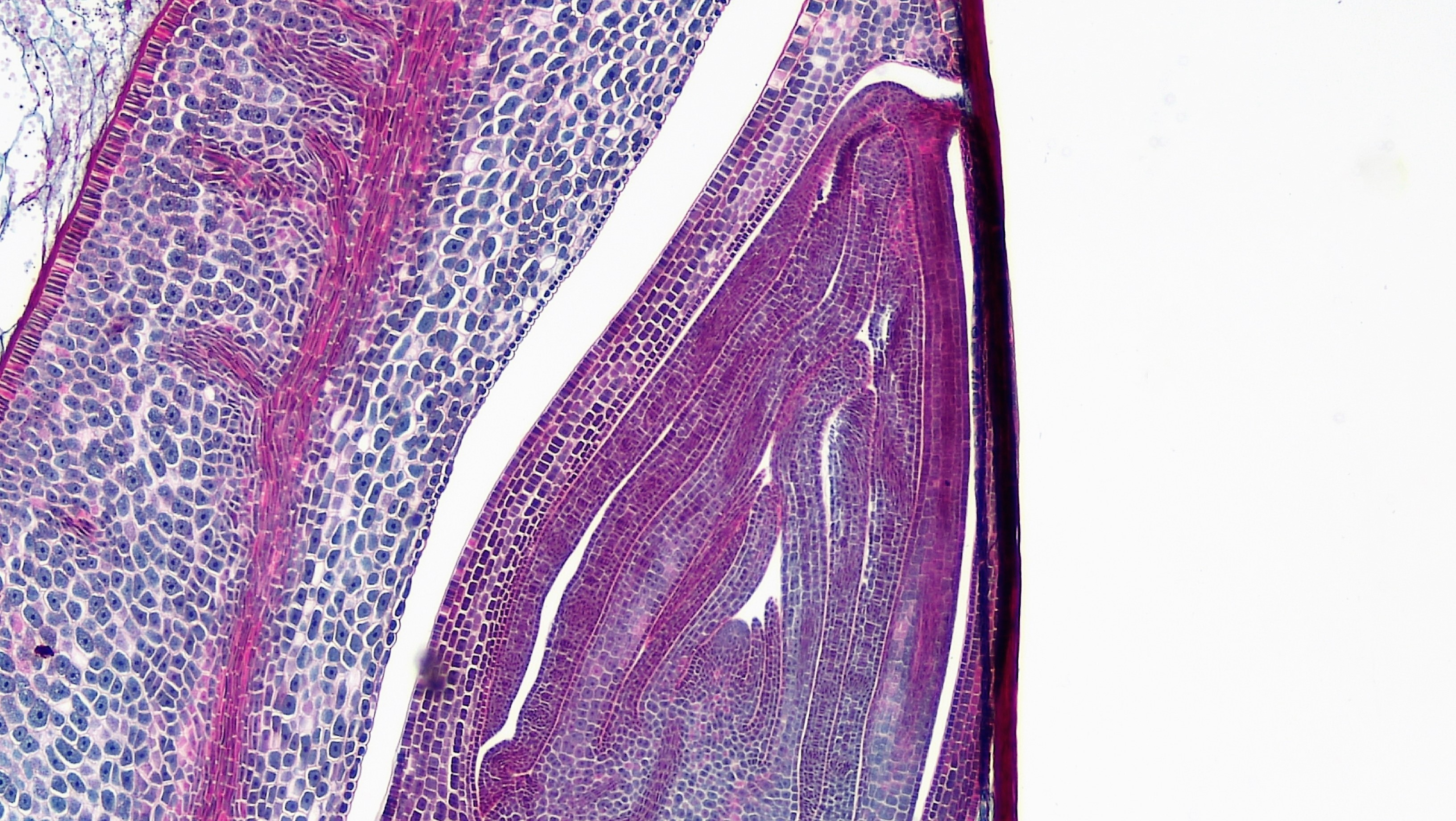
Coleoptyl om pluimpje bij maiskorrel

Het coleoptyl is het beschermingsorgaan voor het eerste blad bij eenzaadlobbigen. Een coleoptyl heeft twee vaatbundels, één aan elke kant. Een coleoptyl maakt geen protochlorofyl of carotenoïden aan en is daarom meestal zeer bleek. Sommige coleoptylen hebben echter als ze nog niet boven de grond zijn gekomen purperen anthocyanen.
Een coleoptyl bestaat uit sterk op elkaar lijkende cellen, die zich snel kunnen strekken. Ze delen zich niet, maar ze strekken zich door opname van water.
Wanneer een coleoptyl boven de grond komt stopt de groei en wordt de top doorbroken door het eerste blad.

## Tropisme
Bij de eerste experimenten voor het bestuderen van fototropie werden coleoptylen gebruikt waarbij de suggestie werd gewekt dat planten naar het licht groeien doordat cellen aan de donkere kant zich  meer strekken dan die aan de belichte kant. In 1880 ontdekten Charles Darwin en zijn zoon Francis dat coleoptylen alleen naar het licht buigen als hun toppen worden belicht De top van het coleoptyl moet daarom fotoreceptor bevatten. Een chemische stof of plantenhormoon dat zich langs de donkere kant verplaatst zorgt vervolgens voor het buigen van het coleoptyl op een lager gelegen plaats. Het plantenhormoon dat verantwoordelijk is voor fototropie bleek later het indool-3-azijnzuur (IAA) te zijn. 
Het Cholodny-Went model is vernoemd naar Frits Warmolt Went van het California Institute of Technology en de Russische wetenschapper N. Cholodny, die onafhankelijk van elkaar in 1937 tot dezelfde conclusie kwamen. Het model beschrijft de fototropische en geotropische eigenschappen van boven de grond komende scheuten bij eenzaadlobbigen. Het model veronderstelt dat in de top van het coleoptyl een plantenhormoon wordt aangemaakt dat gevoelig is voor licht of zwaartekracht en ervoor zorgt dat het auxine naar de juiste plaats van de scheut getransporteerd wordt. Hierdoor treedt een asymmetrische groei op aan een kant van de plant, waardoor de plant naar het licht of naar de grond buigt.

### Geotropie
Coleoptylen vertonen een sterke geotropische reactie, waardoor ze rechtop groeien. De geotropische reactie wordt veroorzaakt door licht, waarbij fytochroom betrokken is. Onderdrukking of stimulatie verschilt tussen soorten en variëteiten.